# Allodia grata
Allodia grata är en tvåvingeart som först beskrevs av Johann Wilhelm Meigen 1830.  Allodia grata ingår i släktet Allodia och familjen svampmyggor. Arten är reproducerande i Sverige. Inga underarter finns listade i Catalogue of Life.